# Tâf (rivière)
à ne pas confondre avec la Taf du comté de Glamorgan
Le Tâf (en anglais : River Taf, gallois : Afon Taf) est un fleuve côtier du sud-ouest du Pays de Galles.

## Géographie
Il prend sa source dans les monts Preseli dans le nord du Pembrokeshire, près de Crymych. Long de 56 km, le fleuve s'écoule, sur un peu plus du premier tiers de son parcours, en direction du sud, puis, à la hauteur du petit village de Llanfallteg, elle se tourne vers le sud-est et, après avoir traversé la ville de Whitland dans le Carmarthenshire, débouche à la mer près de Laugharne par un large estuaire au sud de St Clears.

## Hydrologie
Son régime hydrologique est dit pluvial océanique.

## Galerie

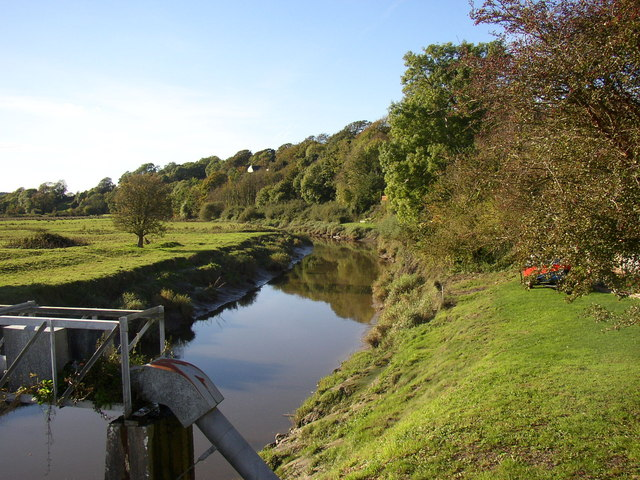
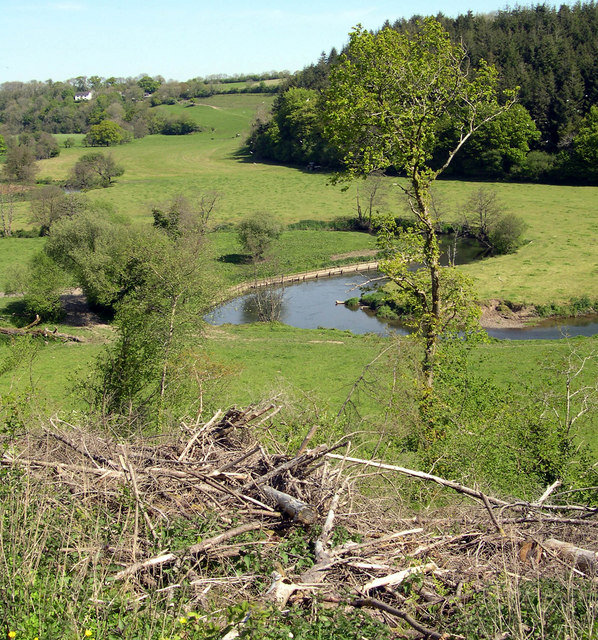
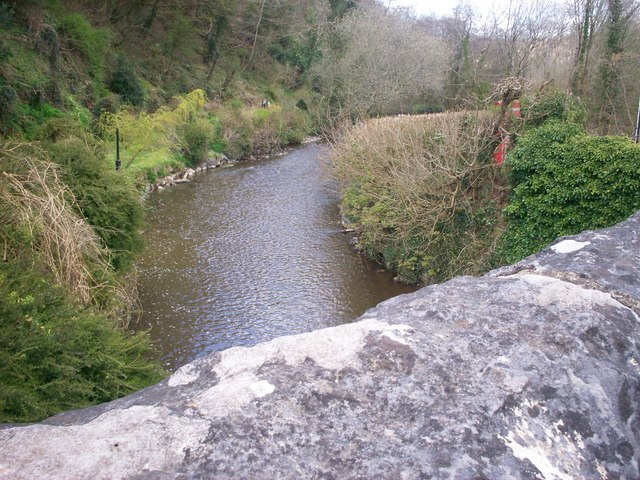
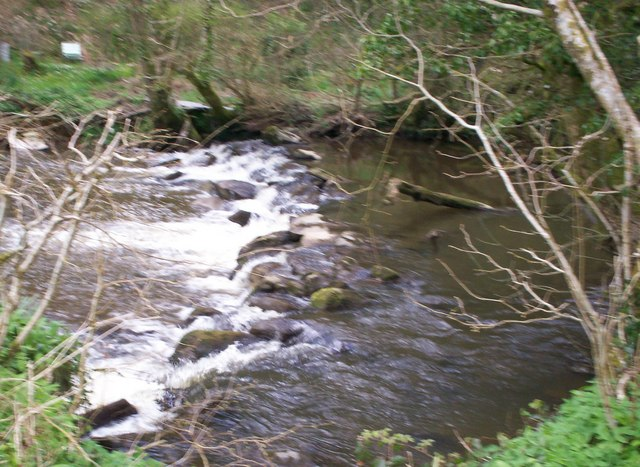